# Biagio Antonacci
Biagio Antonacci (Milão, 9 de novembro de 1963) é um italiano Cantautore, ou um cantor-compositor, de Milão.

## Biografia

### Início da vida
Biagio Antonacci nasceu em Milão mas cresceu em um dos seus subúrbios (Rozzano). Apesar de aprender a tocar bateria ainda muito jovem, também se empenhava nos estudos para obter o diploma em topografia. Participou do 38º Festival de Musica de Sanremo, em 1988 com canção Voglio vivere in un attimo, como uma das novas promessas, assinou seu primeiro contrato com uma gravadora em 1989 lança seu álbum de estréia Sono cose che capitano, que só não passou despercebido graças à canção Fiore. Seu segundo álbum, Adagio Biagio, foi lançado dois anos depois. Teve lento reconhecimento, mas devido às suas duas canções Danza sul mio petto e Però ti amo, foi muito promovido pelas emissoras de rádio. Ele tem dois filhos com Marianna Morandi , filha do também cantor e ator italiano Gianni Morandi.

### Sucesso
Apesar do interesse gerado a partir de seus dois primeiros álbuns, Biagio não estourou no cenário musical. Consciente de que se o seu terceiro álbum não satisfizesse as expectativas da gravadora, toda sua carreira estaria em jogo, em 1992 ele lançou um single de seu terceiro álbum, Liberatemi com o qual viajou a Itália para participar no Festivalbar no qual finalmente obteve o reconhecimento que merecia. O álbum Liberatemi, produzido por Mauro Malavasi, vendeu 150 milhares de cópias e ratificou a importância de Biagio Antonacci no mundo da música italiana. Apesar de seus compromissos, dedicou também seu tempo a suas outras paixões, o futebol e as causas sociais. Se tornou o líder dos cantores homegrown, que visam beneficiar instituições de caridade. Em uma dessas ocasiões, conhece Dom Pierino Gelmini e passa a colaborar com seu projeto de recuperação de jovens infratores com várias iniciativas. Em 1993 participou do Festival de Sanremo com a canção Non so più a chi credere, no mesmo ano, viajou em turnê por toda Itália, ganhando o reconhecimento público. Em 1 de setembro de 2005, chegou a Hollywood, onde Biagio Antonacci recebeu o prêmio de "Melhor Artista Masculino Italiano" para mais de um milhão de cópias do álbum vendidas por Convivendo no início de Novembro.

## Discografia

### Álbuns de Estúdio
- 1989: Sono cose che capitano
- 1991: Adagio Biagio
- 1992: Liberatemi
- 1994: Biagio Antonacci
- 1996: Il mucchio
- 1998: Mi fai stare bene
- 2001: 9 Novembre 2001
- 2004: Convivendo - Parte I (ITA : 6x Platina)
- 2005: Convivendo - Parte II (ITA : 8x Platina)
- 2007: Vicky Love (ITA : 5x Platina)
- 2010: Inaspettata (ITA : 2x Platina)
- 2012: Sapessi dire no
- 2014: L'amore comporta
- 2015: Biagio

### Álbuns ao Vivo
- 2011: Colosseo
- 2014: Palco Antonacci San Siro 2014 - L'amore comporta

### Compilações
- 1993: Non so piu' a chi credere
- 2000: Tra le mie canzoni (compilação com duas novas faixas)
- 2008: Best Of Biagio Antonacci 1989 - 2000 (duplo CD)(ITA : Platina)
- 2008: Best Of Biagio Antonacci 2001 - 2007(ITA : Ouro)
- 2008: Il cielo ha una porta sola (inclui hits regravados)(ITA : 3x Platina)

### Edições Especiais
- 1999: Mi fai stare bene LE (Limited Edition with CD-ROM)
- 2003: Cuanto tiempo...y ahora (para o mercado Espanhol e Sul-Americano)
- 2005: Convivendo (Parte I e Parte II + DVD)

## Videografia
- 2000: Live in Palermo (concerto em 10 de Julho de 1999)
- 2005: ConVivo (concertos em Abril de 2005 no Forum di Assago)